# Dendrobium imitator
Dendrobium imitator är en orkidéart som beskrevs av Jeffrey James Wood. Dendrobium imitator ingår i släktet Dendrobium, och familjen orkidéer.
Artens utbredningsområde är Brunei. Inga underarter finns listade i Catalogue of Life.